# SV Wilhelminaschool
SV Wilhelminaschool, ook wel de School genoemd, is een amateurvoetbalvereniging uit Hengelo (Overijssel). Het eerste elftal komt uit in de Derde klasse zaterdag in het KNVB district Oost (2020/21).
Tot en met het seizoen 2014/15 speelde de club op zondag. Vanaf het seizoen 2015/16 is de standaard speeldag voor de club zaterdag.
Wilhelminaschool speelt op Sportpark Vikkerhoek. De club speelt in een wit shirt met een rode en een blauwe verticale streep, een blauwe broek en blauwe sokken.

## Historie
Op 10 augustus 1919 is SV Wilhelminaschool opgericht door arbeiders van de metaalfabriek Stork en leden van de Wilhelminaschool, de school van Stork. Het was bedoeld voor het vermaak van de jongeren; er was namelijk weinig vermaak in die tijd in Hengelo. Wilhelminaschool werd dus een club voor de arbeiders van Stork en leerlingen van de Wilhelminaschool. De school groeide uit tot een gezellige club. Het trekt veel mensen uit de wijken de Vikkerhoek, de Nijverheid en Tuindorp, wijken die in de buurt liggen van Sportpark Vikkerhoek waar De School sinds 1979 zijn thuiswedstrijden speelt.
In het seizoen 2010/2011 promoveerde de club via de nacompetitie naar de Vierde klasse.

## Sportpark Vikkerhoek
De thuishaven van SV Wilhelminaschool is Sportpark Vikkerhoek, gelegen aan de Kanaaldijk in Hengelo. De accommodatie van de club bestaat uit clubgebouw de Dukdalf met jeugdhonk en aangrenzende kleedkamers, drie wedstrijdvelden waarvan één met kunstgras, twee trainingsvelden en een officieel pupillenveld. Verlichting is aanwezig op het hoofdveld en de twee trainingsvelden.
Naast SV Wilhelminaschool huisvest Sportpark Vikkerhoek een roeiclub, een kanovereniging en een jachthaven.

## Competitieresultaten 2016–2018 (zaterdag)
| 1 4E |

| 4 3D |

| 5 3D |

| - 3D |

| Derde klasse  |
| Vierde klasse |

## Competitieresultaten 1930–2015 (zondag)
| 4 4A |

| 4 4A |

| 3 4A |

| 3 4A |

| 1 4A |

| 3 3A |

| 3 3A |

| 7 3A |

| 3 3A |

| 7 3A |

| 4 |

| 6 3A |

| 8 3B |

| 8 3B |

| 9 3B |

|  |

| 4 3D |

| 5 3B |

| 6 3B |

| 11 3B |

| 6 4A |

| 10 4A |

| 11 4B |

| 6 4A |

| 8 4A |

| 3 4B |

| 2 4B |

| 8 4A |

| 1 4A |

| 6 3A |

| 12 3A |

| 11 4A |

| 7 4A |

| 8 4A |

| 6 4B |

| 4 4B |

| 9 4B |

| 11 4B |

| 6 1A |

| 2 1A |

| 2 1A |

| 1 1B |

| 4 4B |

| 7 4B |

| 4 4B |

| 9 4B |

| 12 4B |

| 7 1A |

| 4 1A |

| 1 1A |

| 11 4B |

| 7 4B |

| 12 4B |

| 1 1A |

| 8 4B |

| 3 4B |

| 3 4B |

| 5 4B |

| 4 4B |

| 5 4A |

| 5 4A |

| 3 4A |

| 4 4A |

| 4 4A |

| 5 4A |

| 1 4A |

| 10 3A |

| 4 4A |

| 6 3A |

| 10 3A |

| 11 4A |

| 3 5A |

| 8 4B |

| 5 4B |

| 7 4A |

| 12 4B |

| 6 5A |

| 7 5A |

| 5 5B |

| 4 5A |

| 6 5A |

| 3 5A |

| 1 4A |

| 11 3A |

| 10 4B |

| 13 4B |

| Derde klasse | Vierde klasse | Vijfde klasse | Eerste klasse TVB | Noodcompetitie |